# Brigitta Tauchner
Brigitta Tauchner (née le 18 septembre 1964) est une monteuse autrichienne.

## Carrière
Brigitta Tauchner travaille monteuse assistante à partir du milieu des années 1980. Depuis le début des années 1990, elle est monteuse pour le cinéma et la télévision en Autriche et en Allemagne.
Pour Mariage - Mode d'emploi (de), elle reçoit le Prix de la télévision allemande (de) en 2005.
Tauchner est membre de la Deutsche Filmakademie.

## Filmographie
- 1992–1997 : Kaisermühlen Blues (série télévisée, 6 épisodes)
- 1995 : Neuschwanstein sehen und sterben (court métrage)
- 1997 : Sterben ist gesünder
- 1998 : L'Amour malgré tout (TV)
- 2000 : Aeon - Countdown im All (TV)
- 2001 : Sind denn alle netten Männer schwul? (TV)
- 2002 : Der Morgen nach dem Tod (TV)
- 2002 : Auch Engel wollen nur das Eine (TV)
- 2003 : L'École de l'amour (TV)
- 2004 : Liebe süß-sauer: Die Verlobte aus Shanghai (TV)
- 2005 : Mariage - Mode d'emploi (de) (TV)
- 2006 : À pas de loup (de)
- 2006 : Geile Zeiten (de) (TV)
- 2006 : La Nounou de mes rêves (TV)
- 2006 : Triple imposture (TV)
- 2007 : Une avalanche de cadeaux
- 2007 : Beautiful Bitch (de)
- 2008 : Morgen räum' ich auf (TV)
- 2009 : Ladylike - Jetzt erst recht! (TV)
- 2010 : Une mariée en cavale (TV)
- 2010 : La Seconde chance d'Inès (de) (TV)
- 2010 : À quoi pensent les hommes ? (TV)
- 2012 : Es kommt noch dicker (de) (série télévisée, 3 épisodes)
- 2013 : Der fast perfekte Mann
- 2014 : Josephine Klick – Allein unter Cops (de) (série télévisée, 3 épisodes)
- 2014 : Lügen und andere Wahrheiten
- 2016 : Die Blumen von gestern (TV)
- 2019 : Der beste Papa der Welt (de) (TV)
- 2020 : Daheim in den Bergen – Auf neuen Wegen (de)